# Torfowiec obły
Torfowiec obły (Sphagnum teres (Schimp.) Ångstr.) – gatunek mchu z rodziny torfowcowatych. Szeroko rozprzestrzeniony na półkuli północnej, w południowej części zasięgu rośnie na obszarach górskich. W Polsce gatunek częsty na północy i rzadki na południu. Rośnie na żyznych, minerotroficznych torfowiskach. Wyróżnia się wyraźnie widocznym pąkiem szczytowym w środkowej części główki i zwykle ciemną, brązową łodyżką.

## Rozmieszczenie geograficzne
Jest rozpowszechniony na półkuli północnej w strefie okołobiegunowej i umiarkowanej. W Europie rośnie pospolicie na północy (Półwysep Skandynawski) i wschodzie (po Ural). W Europie zwarty zasięg obejmuje obszary na wschód i północ od wschodniej Francji, północnych Włoch, Austrii, Słowacji i północnej Ukrainy. W południowej Europie jego występowanie ograniczone jest do obszarów górskich (Pireneje, Alpy, góry Półwyspu Bałkańskiego i Kaukaz). W Azji rośnie na północy (Syberia po Kamczatkę i Japonię), dalej na południu na obszarach górskich (Ałtaj, Himalaje). Rozprzestrzeniony także w Ameryce Północnej na południu sięgając do obszarów górskich w stanach Kolorado i Kalifornia.
W Polsce jest dość pospolity na północy i rzadszy na południu.

## Morfologia

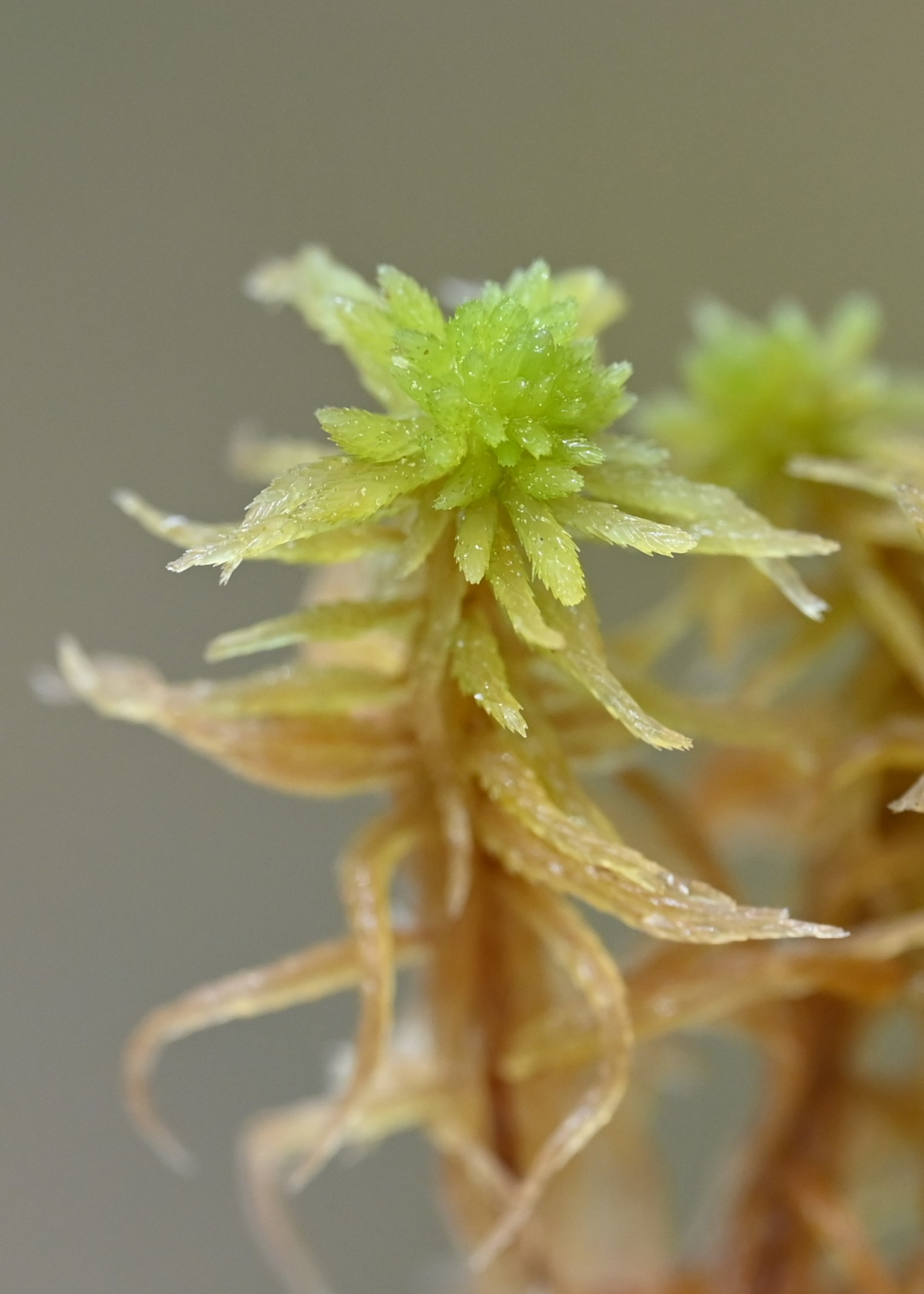
Torfowiec o słomkowej barwie, ze stożkowatą główką zakończoną pąkiem i brązowawą łodyżką

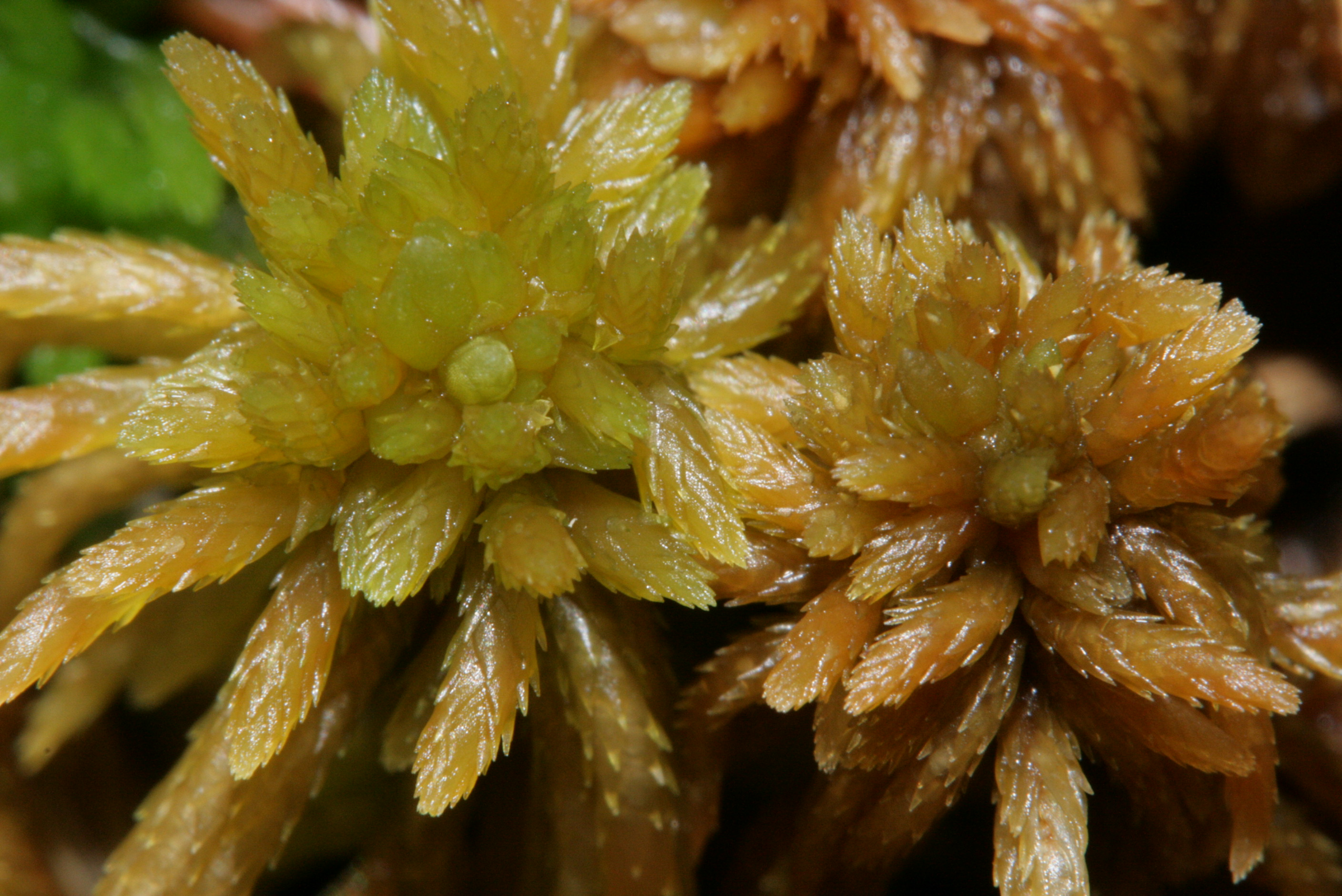
Główki torfowca obłego, po lewej z wyraźnym pąkiem szczytowym

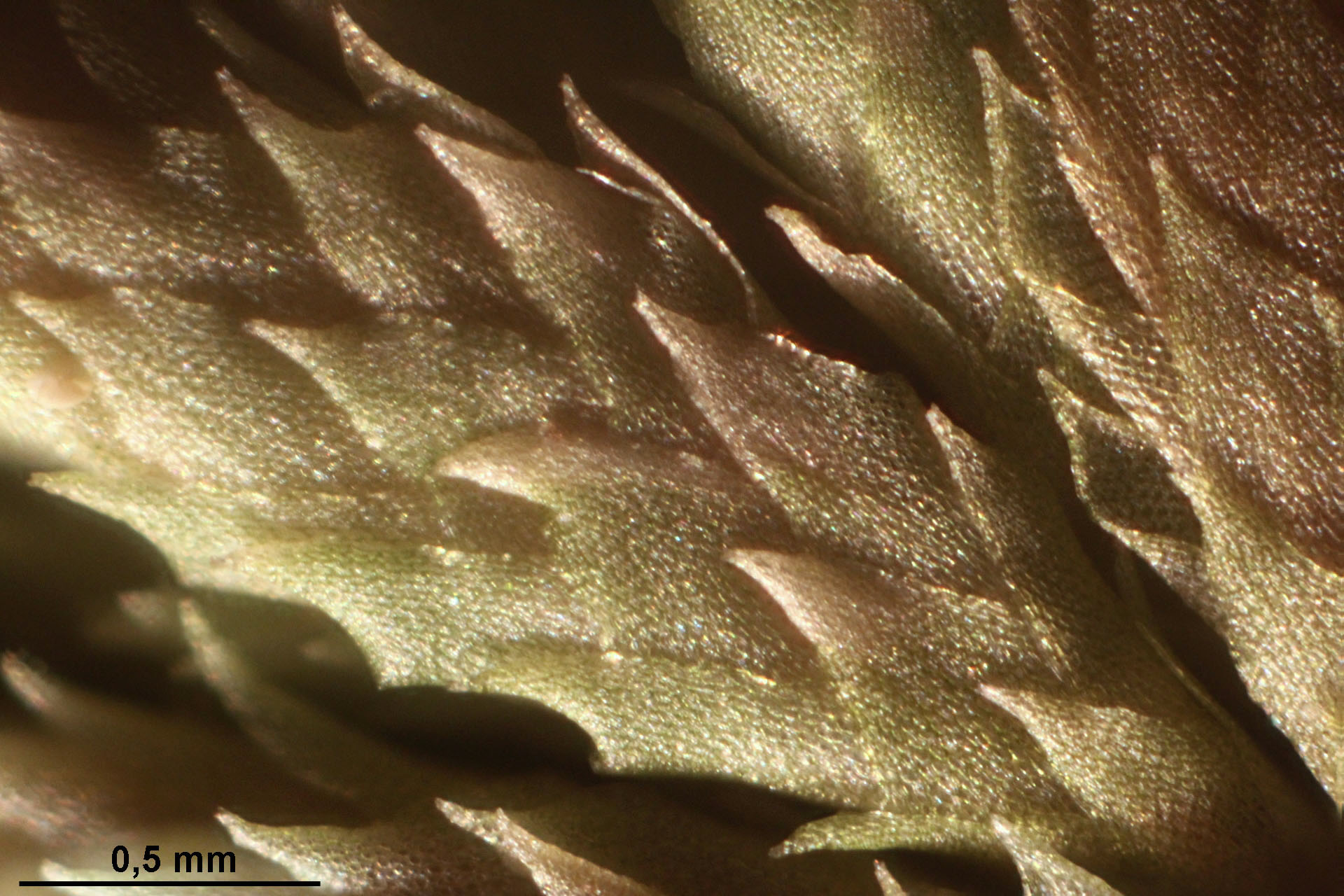
Listki gałązkowe

PokrójMech średniej wielkości tworzący darnie dość luźne do zbitych, o barwie od jasnozielonej przez żółtą do czerwonobrązowej, najczęściej żółtawozielony. Ciemniejszy (brązowy) jest w miejscach nasłonecznionych.
GłówkiNiewielkie lub średniej wielkości, z wyraźnie widocznym, stożkowatym pąkiem szczytowym.
ŁodyżkiCiemne – zwykle brązowawe lub czarnobrązowe, ale czasem zdarzają się jasnozielone (jasne łodyżki występują u roślin z miejsc cienistych). Osiągają do 20 cm długości. Są dość grube – mają do 1 mm średnicy. Warstwa zewnętrzna (hyaloderma) tworzona jest przez 2–3, czasem 4 warstwy komórek. Komórki zewnętrzne hyalodermy czasem z pojedynczą, okrągłą porą. Ciemne zabarwienie łodyżce nadaje cylinder wewnętrzny, wyraźnie odgraniczony od warstwy zewnętrznej.
PęczkiSkładają się z 4–6 gałązek. Dwie–trzy z nich są odstające, osiągają do 2 cm długości. Także dwie–trzy są zwisające i mają bardzo zmienną długość (zwykle są delikatniejsze, jaśniejsze i nieco dłuższe od odstających). Gałązki na przekroju są okrągłe.
Listki łodyżkoweNa łodyżce odstające lub wzniesione, nigdy nie przylegające do niej ściśle. Językowate lub kształtu prostokątnego, długości do 1,5 mm i szerokości do 1 mm, na szczycie szeroko zaokrąglone i mniej lub bardziej poszarpane. Wzdłuż brzegów blaszki są do nasady obrzeżone. Komórki blaszki pozbawione są listewek.
Listki gałązkoweDachówkowato zachodzące na siebie, ale u roślin ocienionych lub wysychających końcówki listków często mniej lub bardziej odstają. Listki są dość duże – osiągają do 2 mm i szerokości ok. 1 mm. Mają kształt jajowaty, zwężają się w długi, trójkątny dzióbek. Na przekroju poprzecznym duże komórki wodne są wypukłe z obu stron liścia, ale silniej od strony brzusznej. Z obu stron są silnie porowate. Komórki asymilacyjne są trójkątne, trapezowe do jajowatych. Są wypukłe i szersze od strony grzbietowej listków, tu też ich ściany komórkowe są silniej zgrubiałe.
Gametangia i sporogonySkupienia gametangium są dwupienne. Męskie rośliny zwykle są drobniejsze od płonnych. Listki perygonialne, wspierające plemnie, nie różnią się od wegetatywnych listków gałązkowych. Gałązki z plemniami są jednak krótsze, bardziej brązowe i gęściej pokryte listkami niż wegetatywne. Listki perychecjalne, wspierające rodnie i później sporofit (sporogon) są podługowato-językowate i osiągają 4–5 mm długości oraz 2 mm szerokości. Zarodnie powstają rzadko. Zarodniki są szarobrązowe, osiągają ok. 25 µm średnicy.

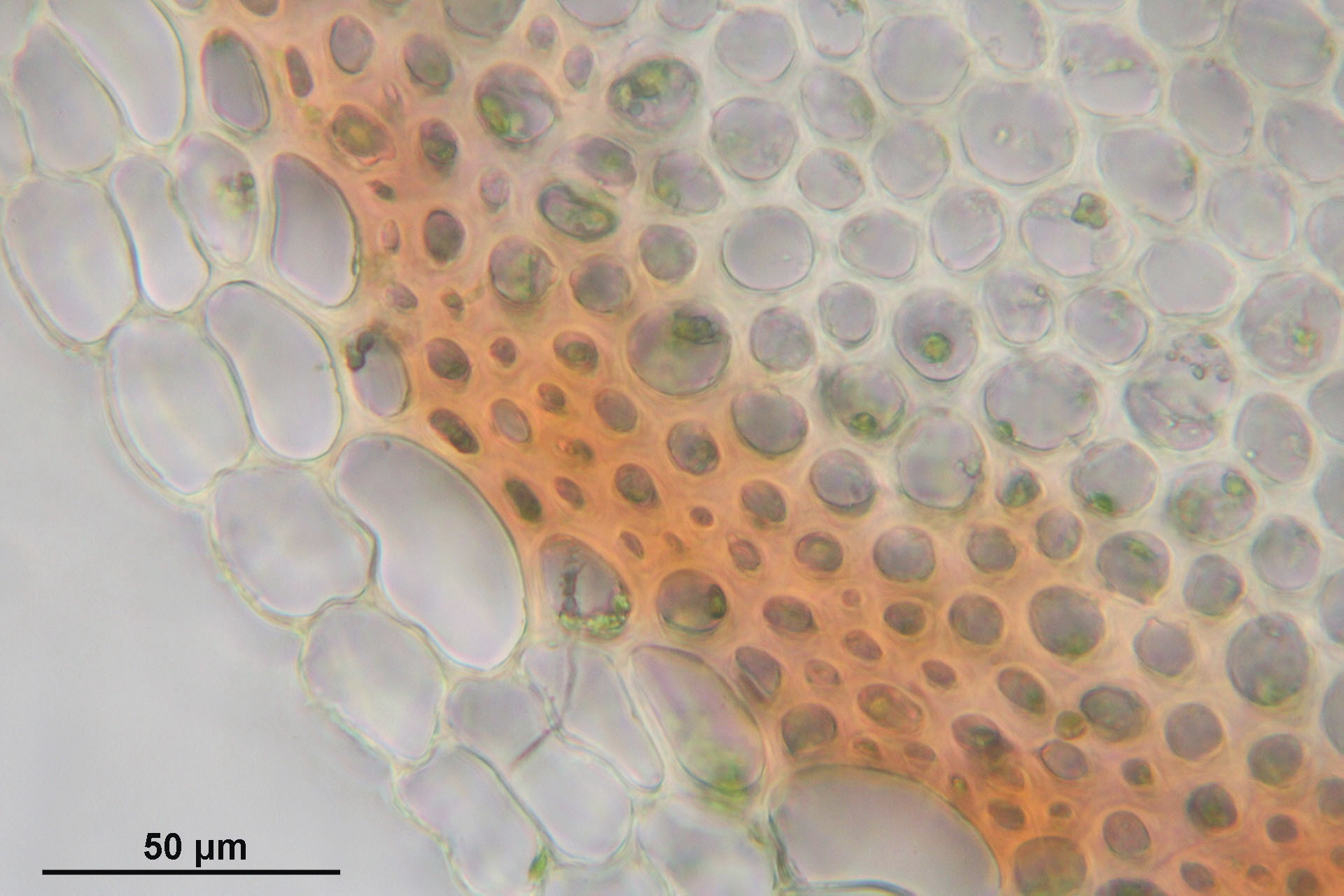
Przekrój przez łodyżkę
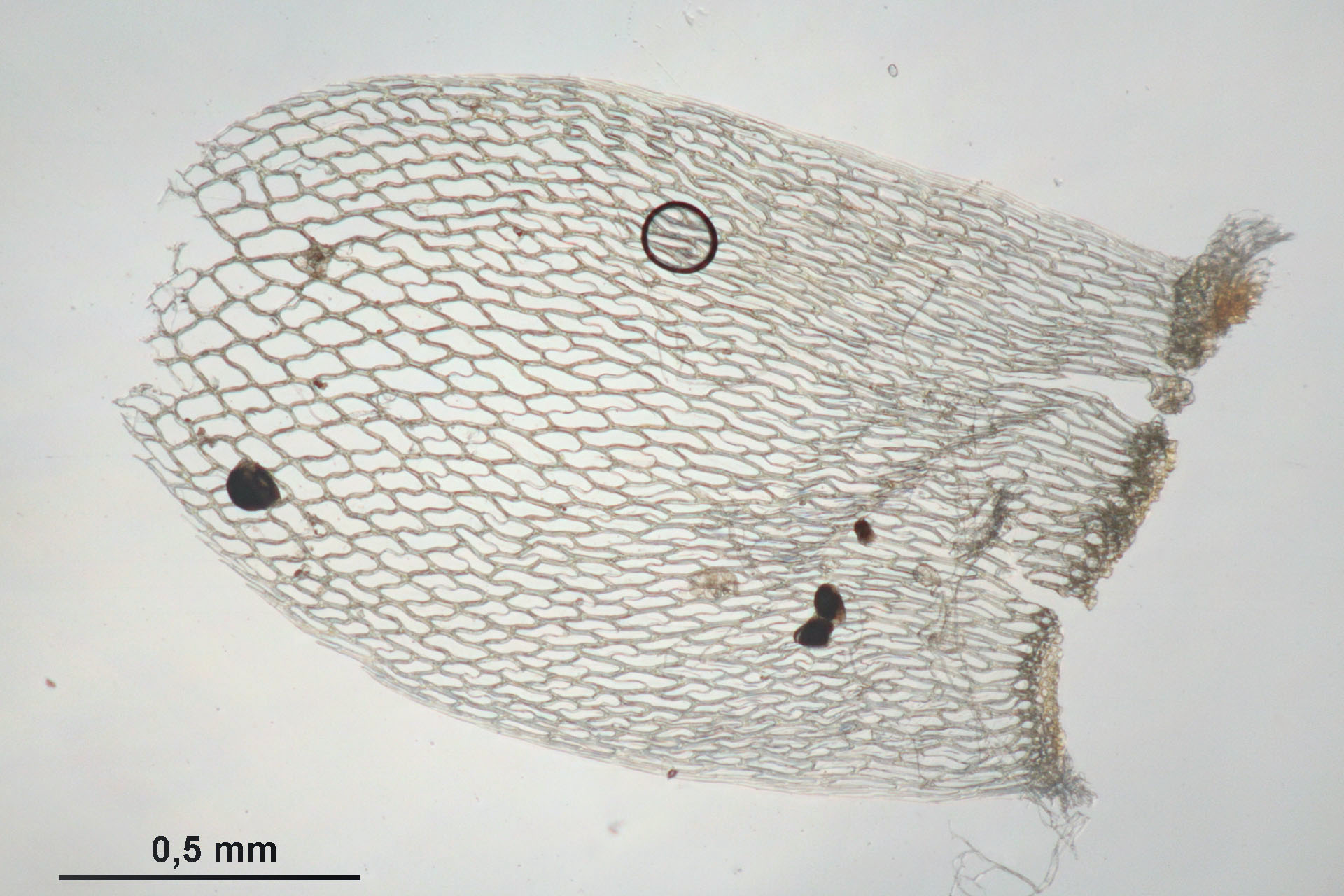
Listek łodyżkowy
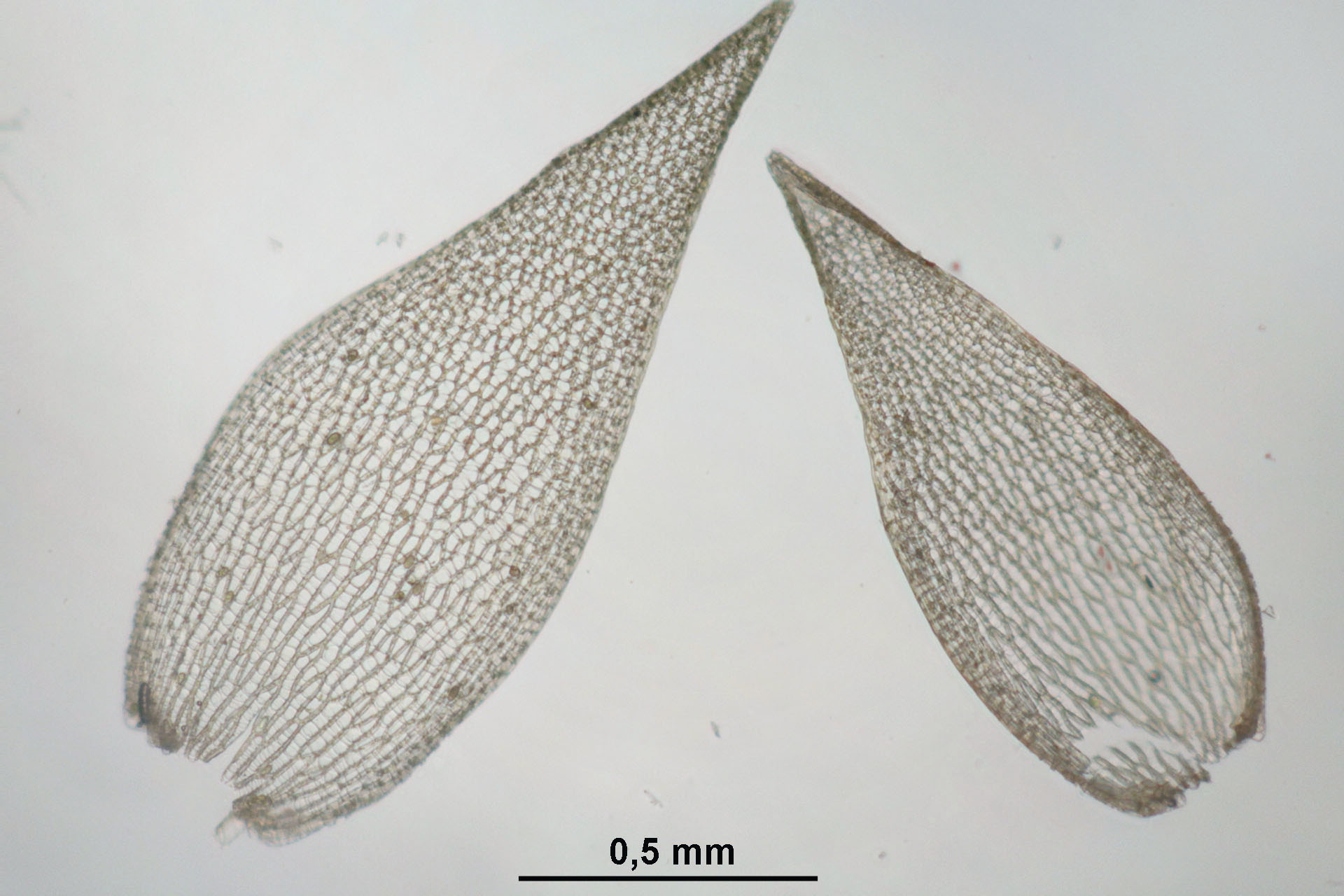
Listki gałązkowe
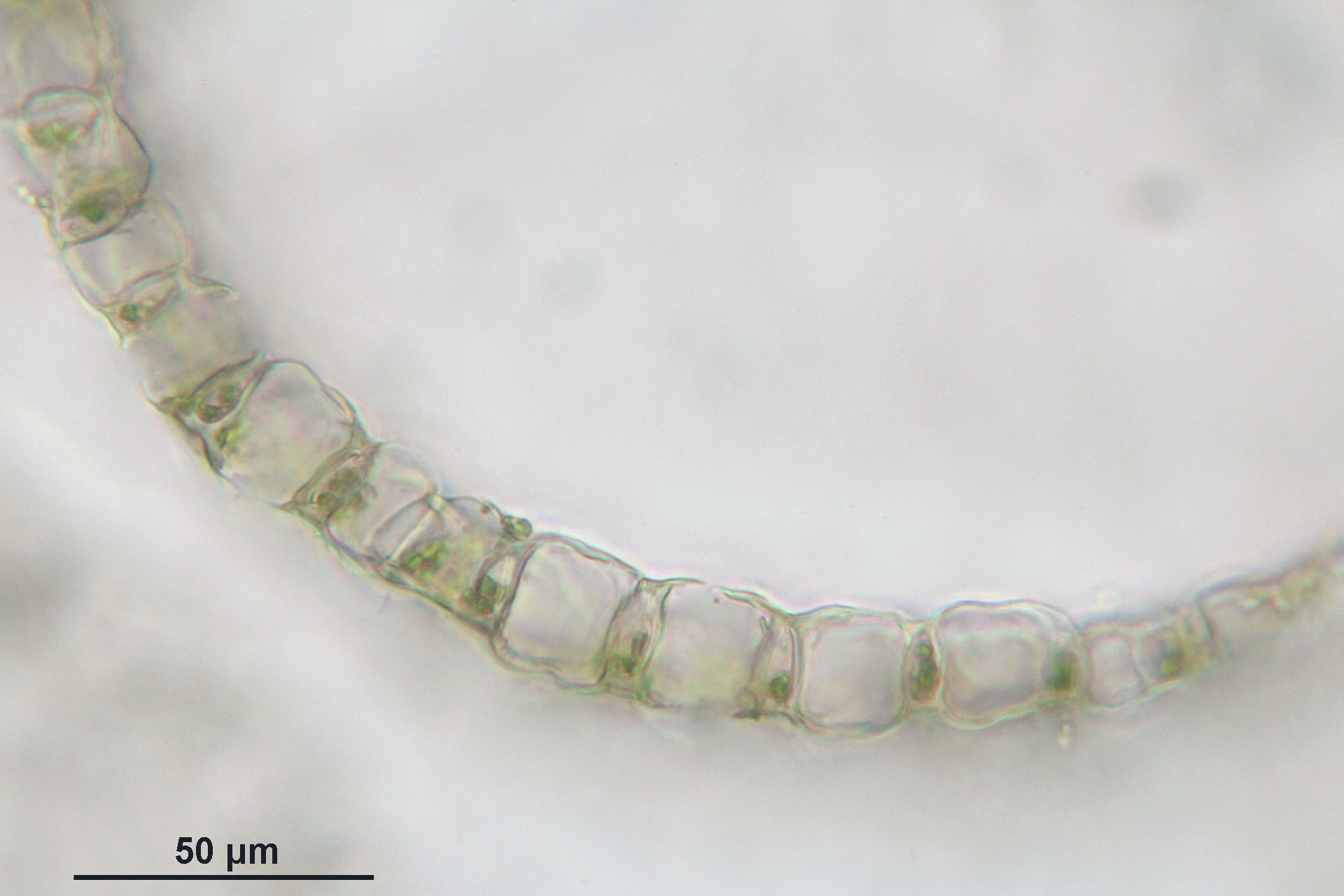
Przekrój przez listek gałązkowy

Gatunki podobneMakroskopowo podobny jest zwłaszcza torfowiec Girgensohna S. girgensohnii, który ma jednak jaśniejsze łodyżki (od jasnozielonych do co najwyżej jasnobrązowych). Podobny jest też torfowiec wąskolistny S. angustifolium, u którego jednak pąk szczytowy jest zawsze ukryty przez gałązki.

## Ekologia i biologia

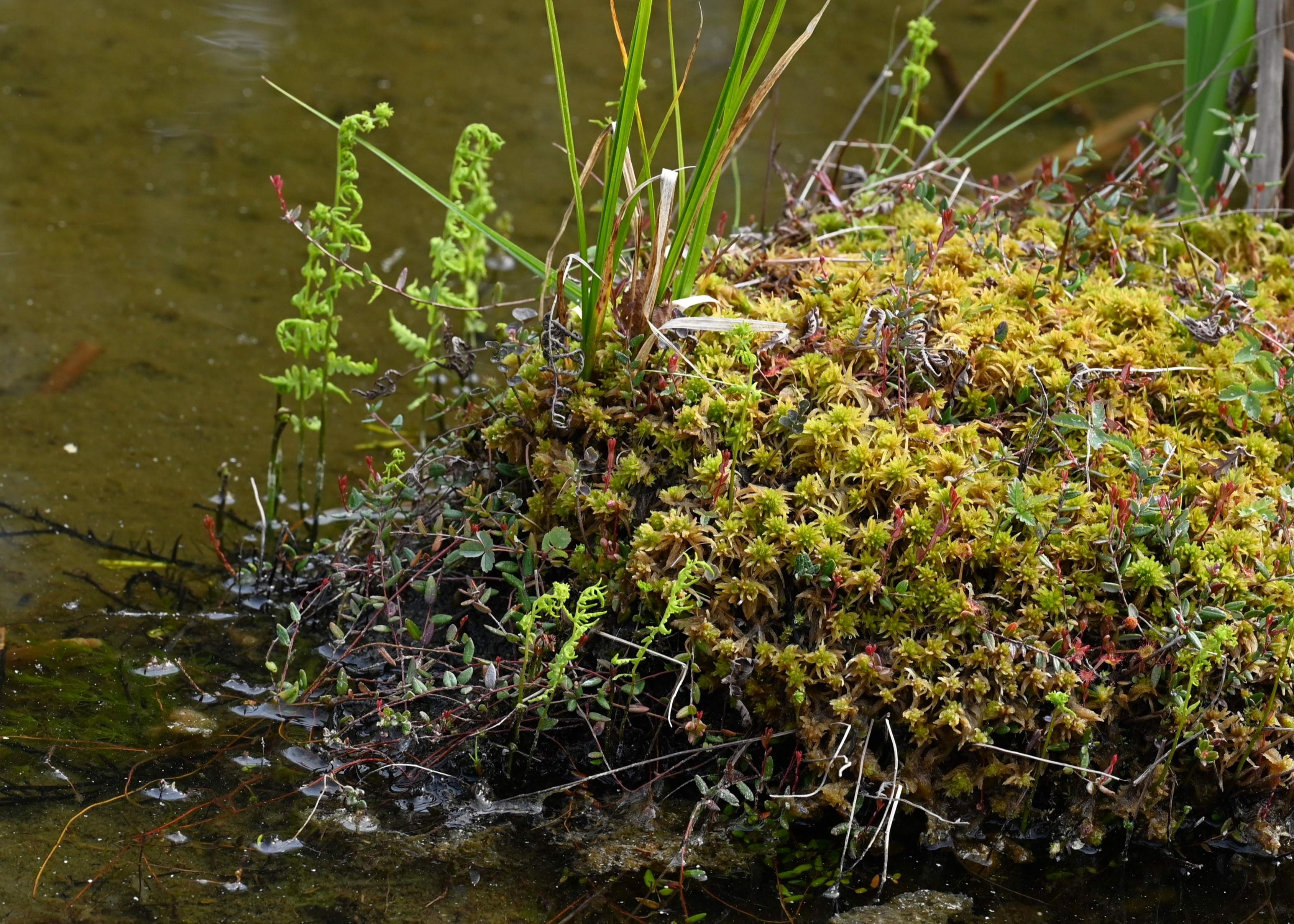
Wysepka torfowca obłego na skraju torfowiska przejściowego i szuwaru pałkowego z turzycą błotną i zachylnikiem błotnym

Ma szerokie spektrum troficzne – występuje na eutroficznych i mezotroficznych torfowiskach niskich i przejściowych. Zawsze jednak są one zasilane minerotroficznie tj. wodami, które wcześniej przepływały przez podłoże mineralne. Jest tolerancyjny względem stopnia uwodnienia i zacienienia, ale preferuje miejsca otwarte, rzadko rośnie w zaroślach i luźnych lasach, zawsze w miejscach co najmniej wilgotnych lub mokrych. Często obecny jest na zasadowych torfowiskach soligenicznych i w mszarnych zbiorowiskach w obrębie tundry. Zwykle towarzyszą mu inne torfowce preferujące siedliska o wyższej trofii, takie jak torfowiec Warnstorfa Sphagnum warnstorfii, pierzasty S. subnitens, środkowy S. centrale, nastroszony S. squarrosum i Girgensohna S. girgensohnii. Z roślin naczyniowych często towarzyszy mu trzcina pospolita, turzyce i sity.
W górach najwyżej położone stanowisko w Polsce znajduje się w Karkonoszach na rzędnej 1430 m n.p.m. W ogólnym zasięgu spotykany jest do rzędnej 2400 m n.p.m.
W klasyfikacji zbiorowisk roślinnych Europy Środkowej gatunek charakterystyczny dla związku (All.) Caricion lasiocarpae. W syntaksonomicznych klasyfikacjach w XXI wieku priorytet nadawany jest nazwie Stygio-Caricion limosae Nordhagen 1943, a część zespołów z Caricion lasiocarpae włączana jest do związku Sphagno-Caricion canescentis Passarge (1964) 1978 i Caricion davallianae Klika 1934. Sphagnum teres nadał nazwę związkowi Sphagnion teretis Succow 1974 rozbijanemu współcześnie na Sphagno warnstorfii-Tomentypnion nitentis Dahl 1957 i Caricion fuscae Koch 1926.
Sporofity powstają niezbyt często, dojrzewają zwykle w końcu wiosny i na początku lata. W Polsce zarodnikowanie jest bardzo rzadkie i następuje w lipcu i sierpniu.

## Systematyka i zmienność
Gatunek zaliczany jest do podrodzaju Isocladus (Lindb.) Braithw. i sekcji Squarrosa (Russow) Schimp.. Sekcja obejmuje średnie i dużych rozmiarów torfowce z główką z okazałym pąkiem wierzchołkowym, z liśćmi łodygowymi odstającymi lub częściowo zwieszonymi, dużymi, językowatymi (± prostokątnymi) i na końcu nieco postrzępionymi. Spośród gatunków europejskich do sekcji należy obok torfowca obłego tylko torfowiec nastroszony S. squarrosum (spoza Europy zaliczane są tu także S. mirum i S. tundrae).
Występowanie roślin o cechach pośrednich między torfowcem obłym i nastroszonym oraz ich bliskie pokrewieństwo wskazywane jest jako możliwość zachodzenia hybrydyzacji między tymi gatunkami.
Dawniej rangę form nadawano zmienności wynikającej z warunków siedliskowych – rośliny o listkach gałązkowych dachówkowato ułożonych (przylegających do gałązek) określano jako f. imbricatum Warnst. (= f. leioclada), natomiast rośliny o końcach listków odstających f. squarrosulum Warnst. (= f. echinoclada).

## Zagrożenia i ochrona
Gatunek jest szeroko rozprzestrzeniony i na wielu obszarach pospolity. W skali kontynentalnej w Europie jego zasoby określane są jako bardzo znaczne (zwłaszcza w Skandynawii i krajach bałtyckich) i gatunek ma status najmniejszej troski (LC) na czerwonej liście IUCN. Mimo ustępowania gatunku w południowo-wschodniej i środkowej Europie zasoby gatunku w skali kontynentalnej określane są jako generalnie stabilne.
Gatunek jest objęty w Polsce ochroną prawną od 2001 roku. W latach 2001–2004 podlegał ochronie częściowej, a w latach 2004–2014 ochronie ścisłej. Od roku 2014 jest wpisany na listę gatunków roślin objętych ochroną częściową w Polsce na podstawie Rozporządzenia Ministra Środowiska z dnia 9 października 2014 r. w sprawie ochrony gatunkowej roślin.